# Hemiphractus elioti
Hemiphractus elioti is een kikker uit de familie Hemiphractidae. Deze soort komt voor in Panama.

## Wetenschappelijke beschrijving
Hemiphractus elioti werd in 2018 beschreven. Voorheen werden de gehoornde buidelkikkers uit westelijk Panama tot Hemiphractus fasciatus gerekend. Moleculair onderzoek en onderscheidende kenmerken van met name de schedel leidden er toe dat de Panamese populaties werden afgesplitst van Hemiphractus fasciatus en als drie nieuwe soorten werden beschouwd. Naast Hemiphractus elioti zijn dit H. panamensis en H. kaylockae. De drie soorten leven in gescheiden gebieden in het hoogland. Hemiphractus elioti is vernoemd naar Eliot, de zoon van Edgardo Griffith en Heidi Ross, twee personen die zich sterk inzetten voor Panamese amfibieën met onder meer het El Valle Amphibian Conservation Center. Hemiphractus elioti wordt ook in de centrum gehouden en plant zich er succesvol voort.

## Verspreiding
Het verspreidingsgebied van Hemiphractus elioti loopt van de Cordillera de Talamanca in de provincies Chiriquí en Bocas del Toro via Coclé tot in de provincie Panama. De soort leeft in regenwouden en nevelwouden tussen 600 en 1.600 meter boven zeeniveau. Mogelijk komt Hemiphractus elioti ook in Costa Rica voor.
In mei 2021 werd bekend dat het El Valle Amphibian Conservation Center alleen nog de beschikking heeft over drie vrouwelijke exemplaren van H. elioti. Naar verluidt zijn dit de enige bekende resterende exemplaren en staat de soort dus op het punt uit te sterven.

## Kenmerken
Hemiphractus elioti heeft als voornaamste kenmerk een driehoekig gevormde "helm" op de kop. De rug is beige van kleur met donkere markeringen. Mannetjes worden tot 39,5 tot 51 millimeter groot en vrouwelijke kikkers worden 60 tot 65 millimeter groot.

## Leefwijze
Hemiphractus elioti is nachtactief. De kikker leeft op de bosbodem en in vegetatie tot op maximaal een meter van de grond. Het vrouwtje draagt de eieren en pas uitgekomen op de rug op haar rug. Een buidel zoals bij verwanten ontbreekt. Hemiphractus elioti voedt zich in gevangenschap met andere kikkers, halfvingergekko's, jonge muizen en regenwormen. Indien het dier wordt aangevallen, bijt het ter verdediging.